# Assemblée législative du Manitoba

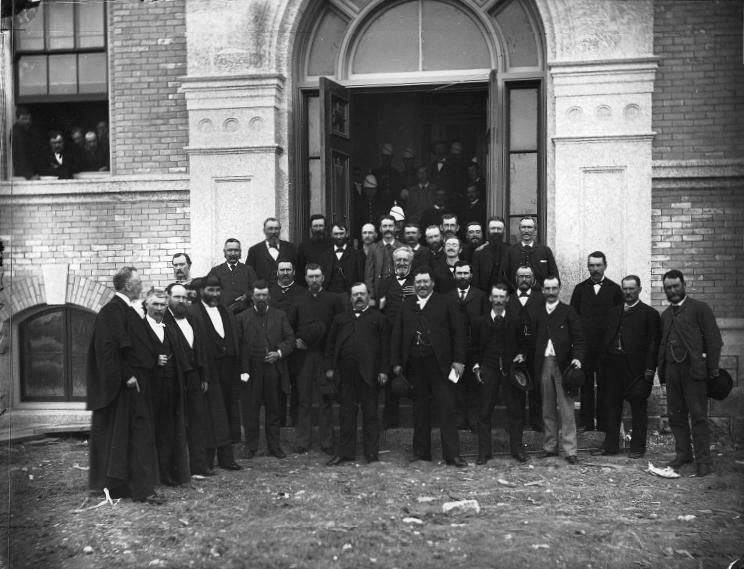
Assemblée législative du Manitoba en 1886.

Pour les articles homonymes, voir Assemblée législative.
43e législature du Manitoba
Palais législatif du Manitoba
L'Assemblée législative du Manitoba (en anglais : Legislative Assembly of Manitoba) est l'unique chambre de la législature monocamérale de la province canadienne du Manitoba qu'il forme avec le lieutenant-gouverneur, représentant du souverain dans la province.

## Description
L'Assemblée législative est composée de 57 députés élus au suffrage universel direct au scrutin uninominal majoritaire à un tour.  
Les dernières élections ont eu lieu le 3 octobre 2023. 

## Composition actuelle
Voici la composition partisane de l'Assemblée législative à la suite de l'élection du 3 octobre 2023 :
| Parti politique | Parti politique            | Députés |
| --------------- | -------------------------- | ------- |
|                 | Nouveau Parti démocratique | 34      |
|                 | Progressiste-conservateur  | 22      |
|                 | Parti libéral              | 1       |
| Total           | Total                      | 57      |